# 国道259号

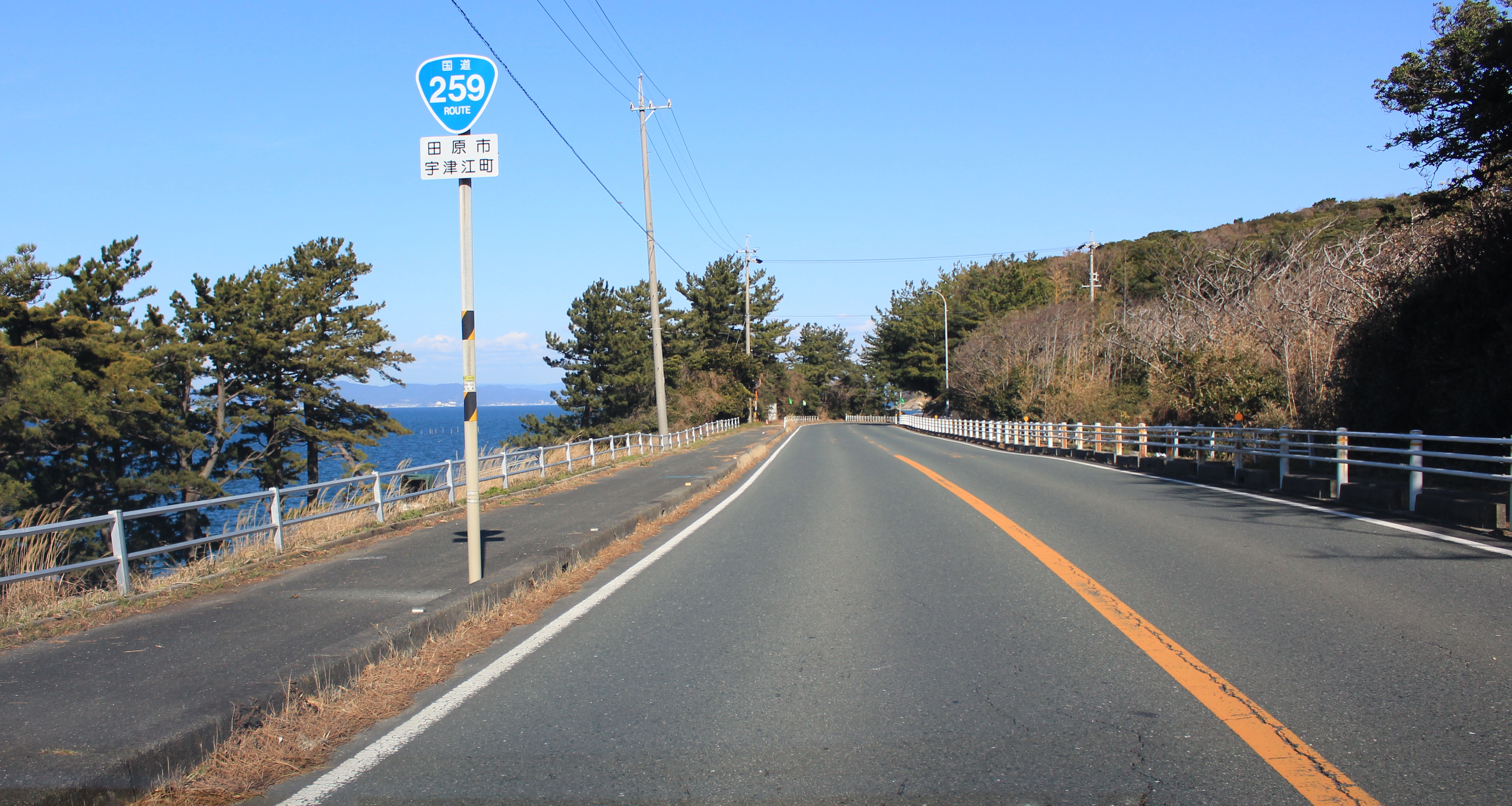
国道259号、渥美半島の北岸
愛知県田原市宇津江町

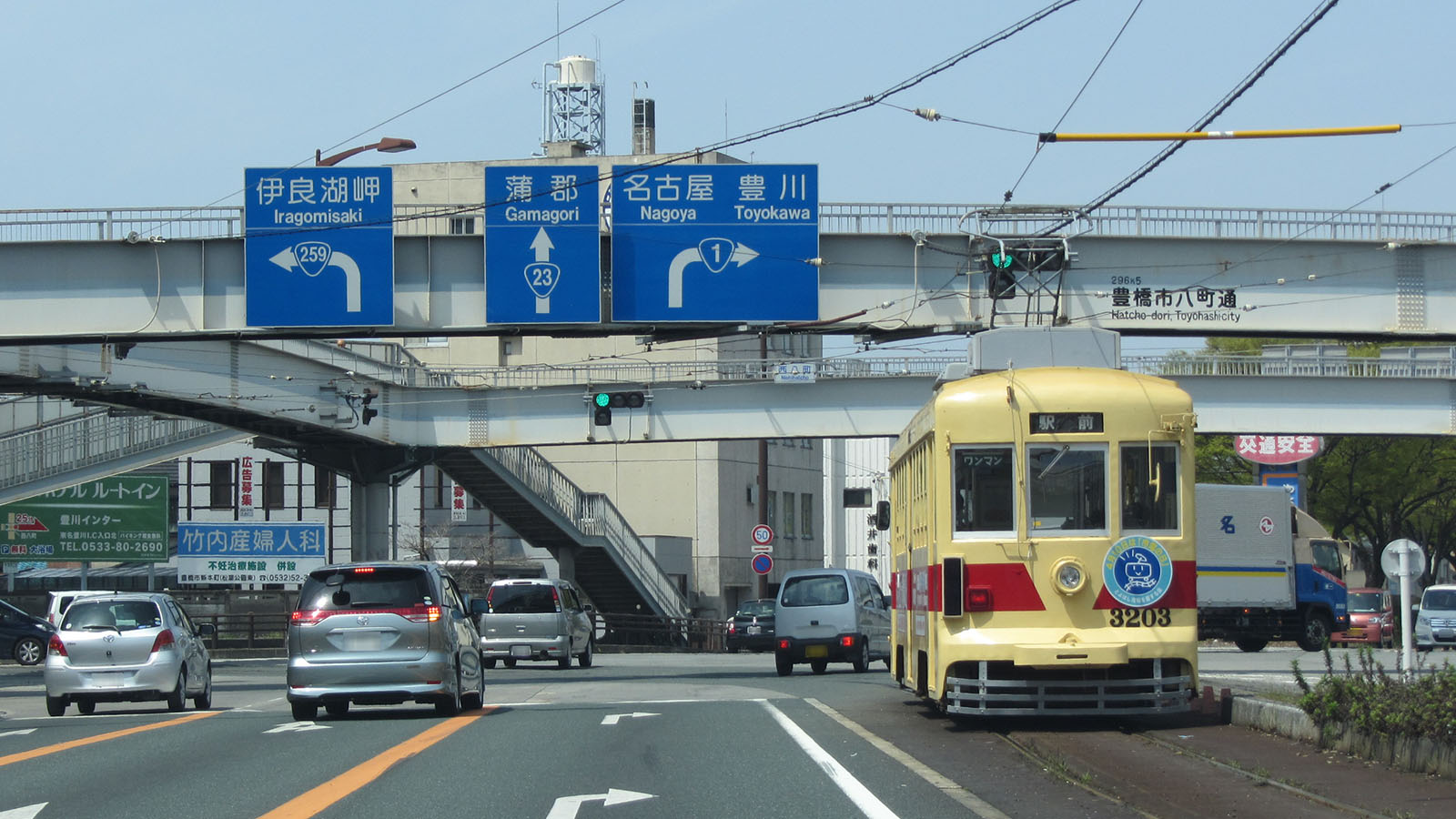
国道259号 終点
愛知県豊橋市 西八町交差点

国道259号（こくどう259ごう）は、三重県鳥羽市から伊良湖水道の対岸の愛知県田原市を経由して、豊橋市に至る一般国道である。

## 概要
三重県鳥羽市の鳥羽港から愛知県田原市の伊良湖港にかけては国道42号とともに海上区間となっており、伊勢湾フェリーが国道の代わりとなるが、道路橋として伊勢湾口道路の計画がある。渥美半島では太平洋側を通る国道42号とは異なり、こちらは北の三河湾側を通る。

### 路線データ
一般国道の路線を指定する政令に基づく起終点および重要な経過地は次のとおり。
- 起点：鳥羽市（鳥羽水族館南交差点 = 国道42号上、国道167号交点）
- 終点：豊橋市（西八町交差点 = 国道1号交点、国道23号起点、国道151号・国道247号終点）
- 重要な経過地：愛知県渥美郡渥美町[注釈 3]
- 総延長 : 65.9 km（愛知県 46.0 km、三重県 19.8 km）重用延長を含む。[3][注釈 4]
- 重用延長 : 20.3 km（愛知県 0.5 km、三重県 19.8 km）[3][注釈 4]
- 未供用延長 : なし[3][注釈 4]
- 実延長 : 45.5 km（愛知県 45.5 km、三重県 - km）[3][注釈 4]
  - 現道 : 45.5 km（愛知県 45.5 km、三重県 - km）[3][注釈 4]
  - 旧道 : なし[3][注釈 4]
  - 新道 : なし[3][注釈 4]
- 指定区間：なし[4]
- 海上区間：鳥羽市鳥羽港 - 田原市伊良湖港（伊勢湾口）[注釈 1]

## 歴史
国道259号に相当する道は、古来より田原街道と呼ばれていた。伊勢湾口の海上区間を含めて関東・三河方面と伊勢神宮を最短距離で結ぶ道としてよく利用されていた。戦国時代には、赤羽根（現 田原市赤羽根町）に関所を設け通行税を徴収する時代もあった。もともとは現在の国道42号に相当する太平洋側に道があったが、地殻変動などによって道が海の中に沈むことがあり、次第に内陸側の道が利用されるようになった。
明治時代に入り、渥美半島先端の中山村（現 田原市小中山町）には陸軍の試砲場が設けられた。試砲場は次第に拡充され、1905年（明治38年）9月には砲弾の研究のための陸軍技術研究所伊良湖試験場を開設、1907年（明治40年）には渥美郡高師村（現 豊橋市高師町など）に陸軍第15師団が設置された。
大正期に制定された道路法によって国道30号の一部が該当したが、第二次世界大戦後に制定された新道路法による路線指定では、旧国道30号は国道に指定されなかった。

### 年表
- 1920年（大正9年）
  - 4月1日 - 第15師団へ至る国道として国道30号「東京都より第十五師団司令部所在地に達する路線」が指定された。この路線は東京から国道1号と重複して豊橋で分岐するもので、豊橋からは今日の国道259号と同じルートである。
  - 12月25日 - 旧渥美町を起点とする2本の軍事国道、特六号「愛知県渥美郡福江町（現：田原市福江町）ヨリ伊良湖岬村（現：田原市伊良湖町）ニ達スル路線」、特七号「愛知県渥美郡福江町大字畠ヨリ大字中山ニ達スル路線」が認定された。
- 1952年（昭和27年）12月5日 - 国道30号の廃止に伴い愛知県道513号豊橋伊良湖岬線へ降格。
- 1954年（昭和29年）1月20日 - 主要地方道豊橋伊良湖岬線が制定。
- 1956年（昭和31年）4月14日 - 愛知県道558号主要地方道豊橋伊良湖岬線となる。
- 1963年（昭和38年）4月1日 - 二級国道259号鳥羽豊橋線（海上区間を含む鳥羽市 - 豊橋市）として指定。
- 1965年（昭和40年）4月1日 - 道路法改正により一級・二級の別がなくなり一般国道259号となる。

## 路線状況

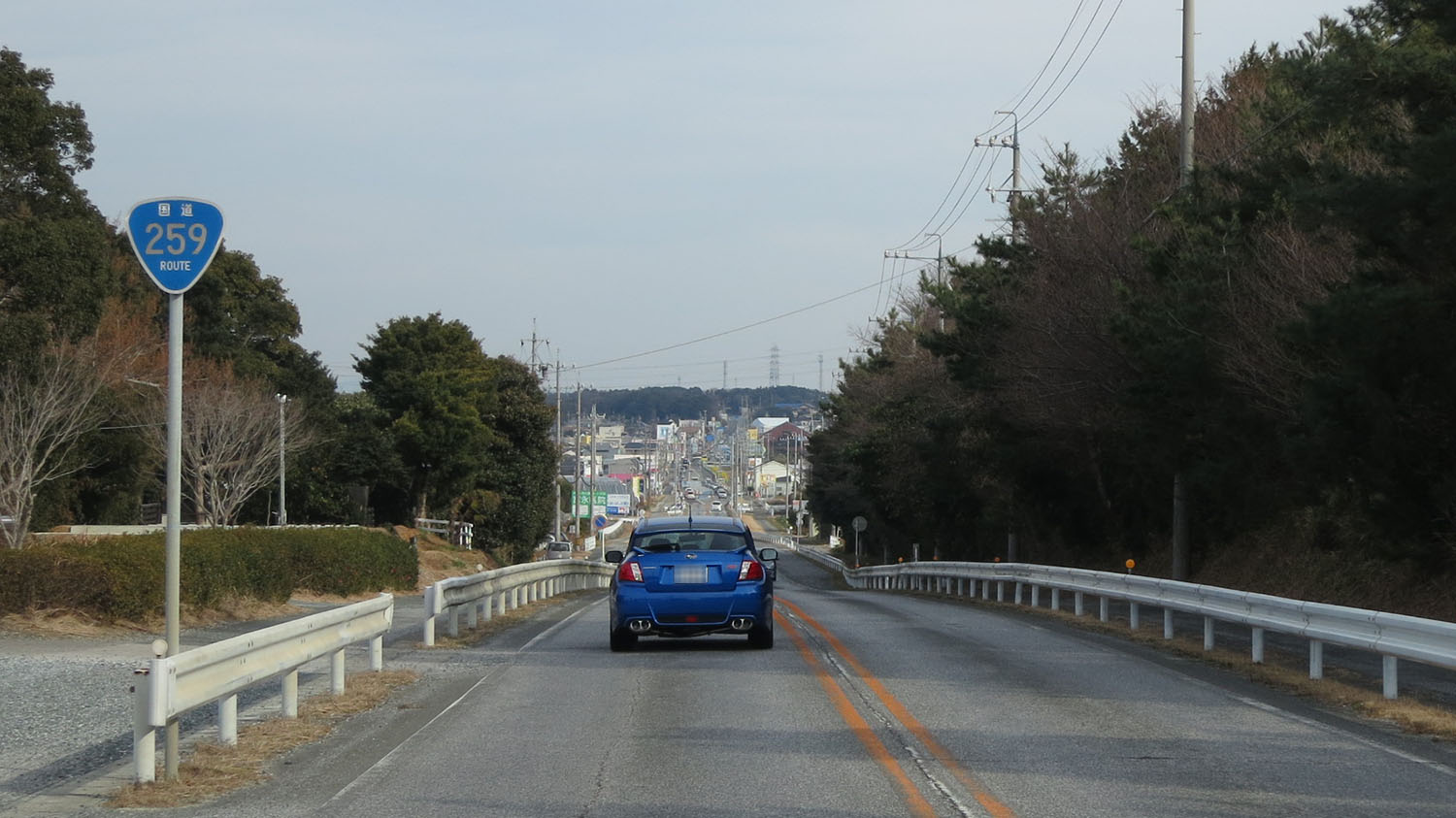
田原バイパス
愛知県田原市加治町沢

### 別名
- 田原街道（豊橋市、田原市）
- 渥美半島菜の花浪漫街道（田原市）

### バイパス
今後増加が見込まれる田原市と豊橋市間の交通需要に応えられるよう、バイパス道路が整備中であり、一部区間の供用が始められている。
- 田原バイパス（田原市大久保町 - 谷熊町）
- 植田バイパス（豊橋市老津町 - 植田町）：2013年（平成25年）度までに暫定的ながら完成。

### 重複区間
- 国道42号（三重県鳥羽市・鳥羽水族館南交差点（起点） - 愛知県田原市・伊良湖港入口交差点）

### 海上区間

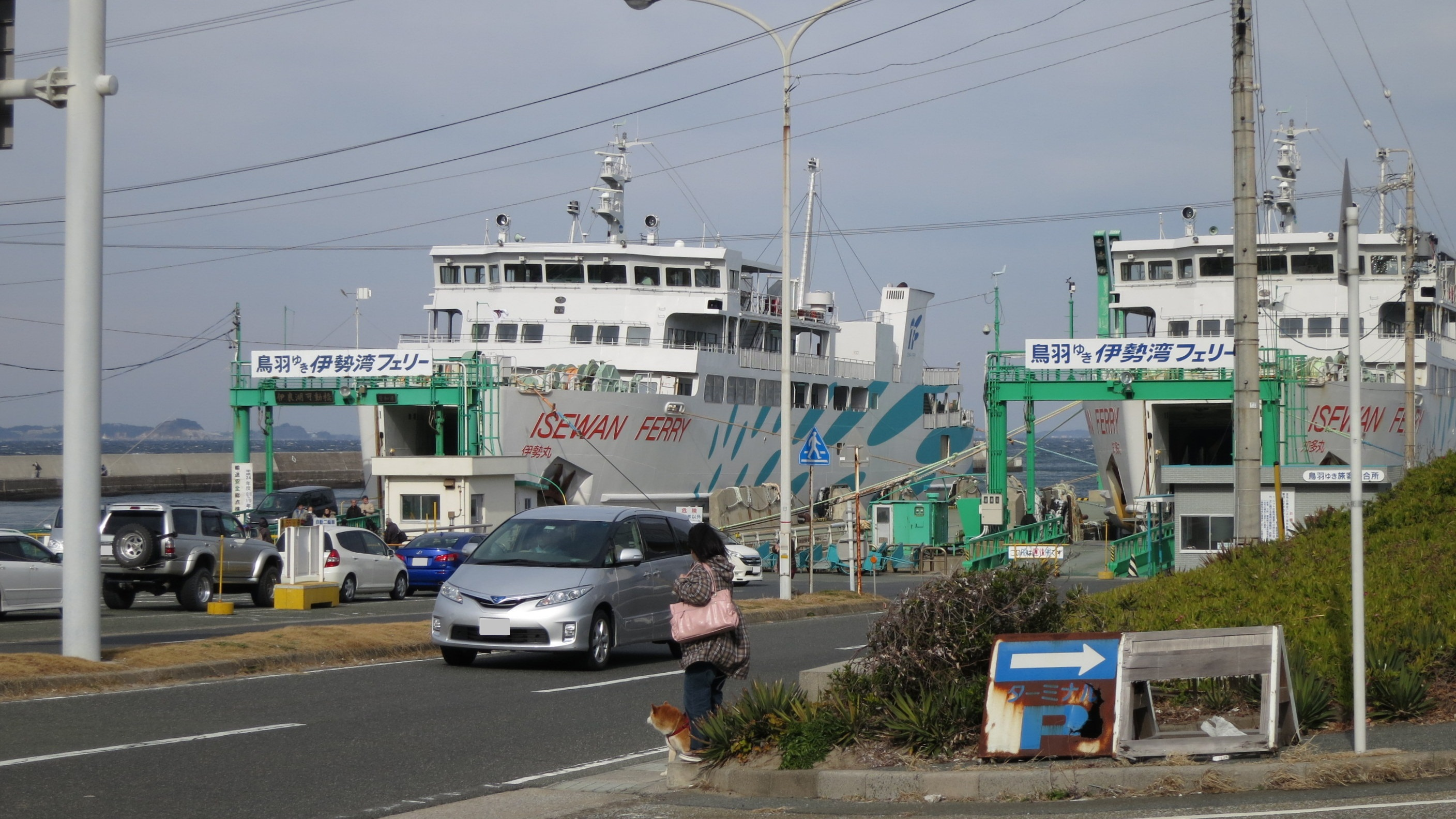
伊良湖 - 鳥羽間
国道航路代わりの伊勢湾フェリー

伊勢湾口となっている伊良湖水道は、将来架橋によって海上区間解消を図る三遠伊勢連絡道路（通称、伊勢湾口道路）の計画を受けて、1993年（平成5年）の政令改正によって国道42号と重複する海上区間となった。現状では、愛知県田原市の渥美半島突端に位置する伊良湖港から三重県鳥羽市の志摩半島にある鳥羽港まで航路によって結ばれ、伊勢湾フェリーが就航している。
- 愛知県田原市伊良湖港 - 三重県鳥羽市鳥羽港

### 道の駅
- 愛知県
  - 伊良湖クリスタルポルト（田原市）
  - 田原めっくんはうす（田原市）

## 地理

### 通過する自治体
- 三重県
  - 鳥羽市
- 愛知県
  - 田原市 - 豊橋市

### 交差する道路
- 国道167号：鳥羽市 中之郷交差点（起点）
- 国道42号：鳥羽市 鳥羽水族館南交差点 -（海上区間）- 田原市 伊良湖港入口交差点で重複
- 国道23号（豊橋バイパス）：豊橋市 大崎インター東交差点
- 国道1号（国道151号・国道247号重複）・国道23号（蒲郡街道）：豊橋市 西八町交差点（終点）

## ギャラリー

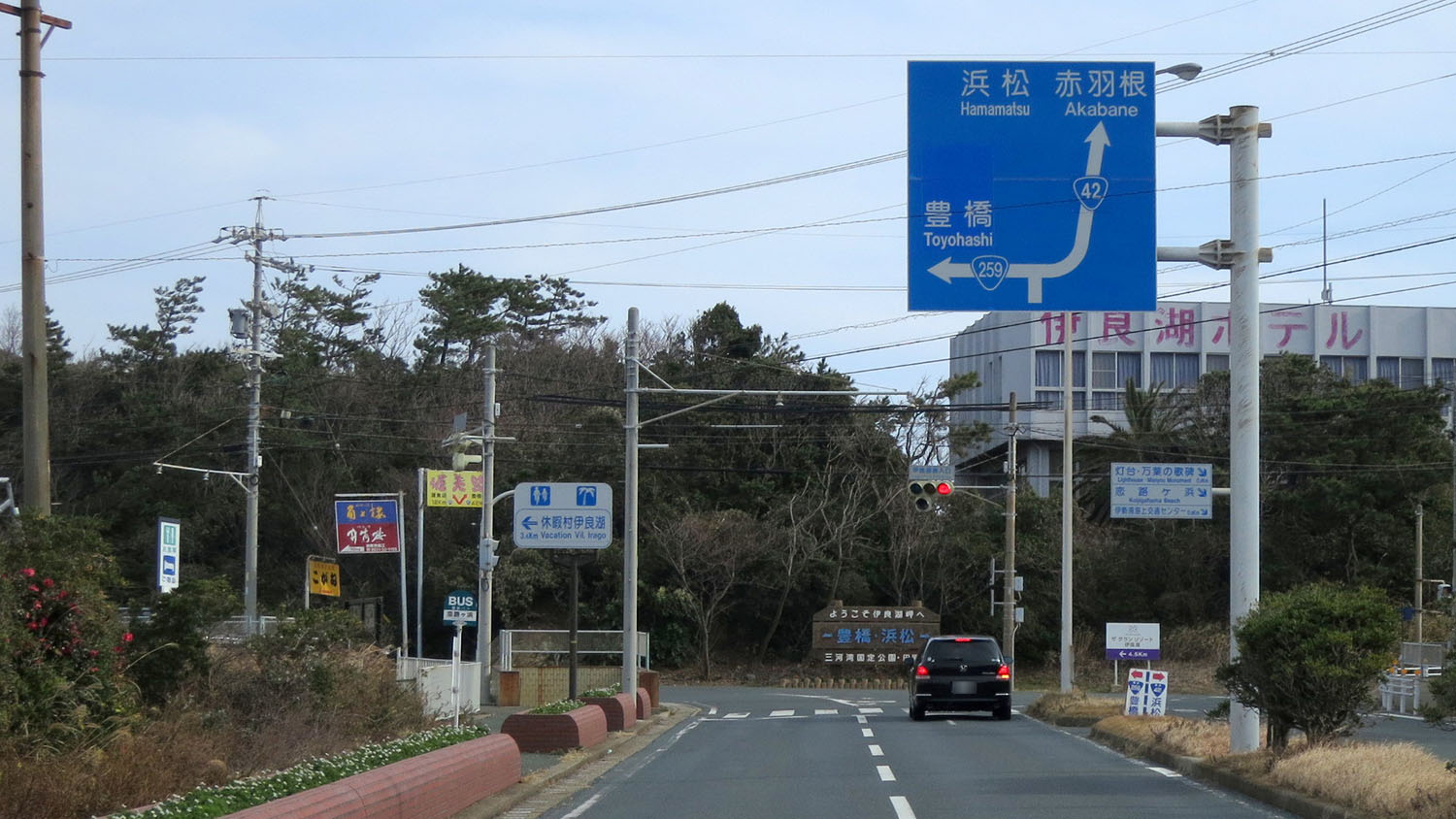
国道42号との分岐 愛知県田原市伊良湖町
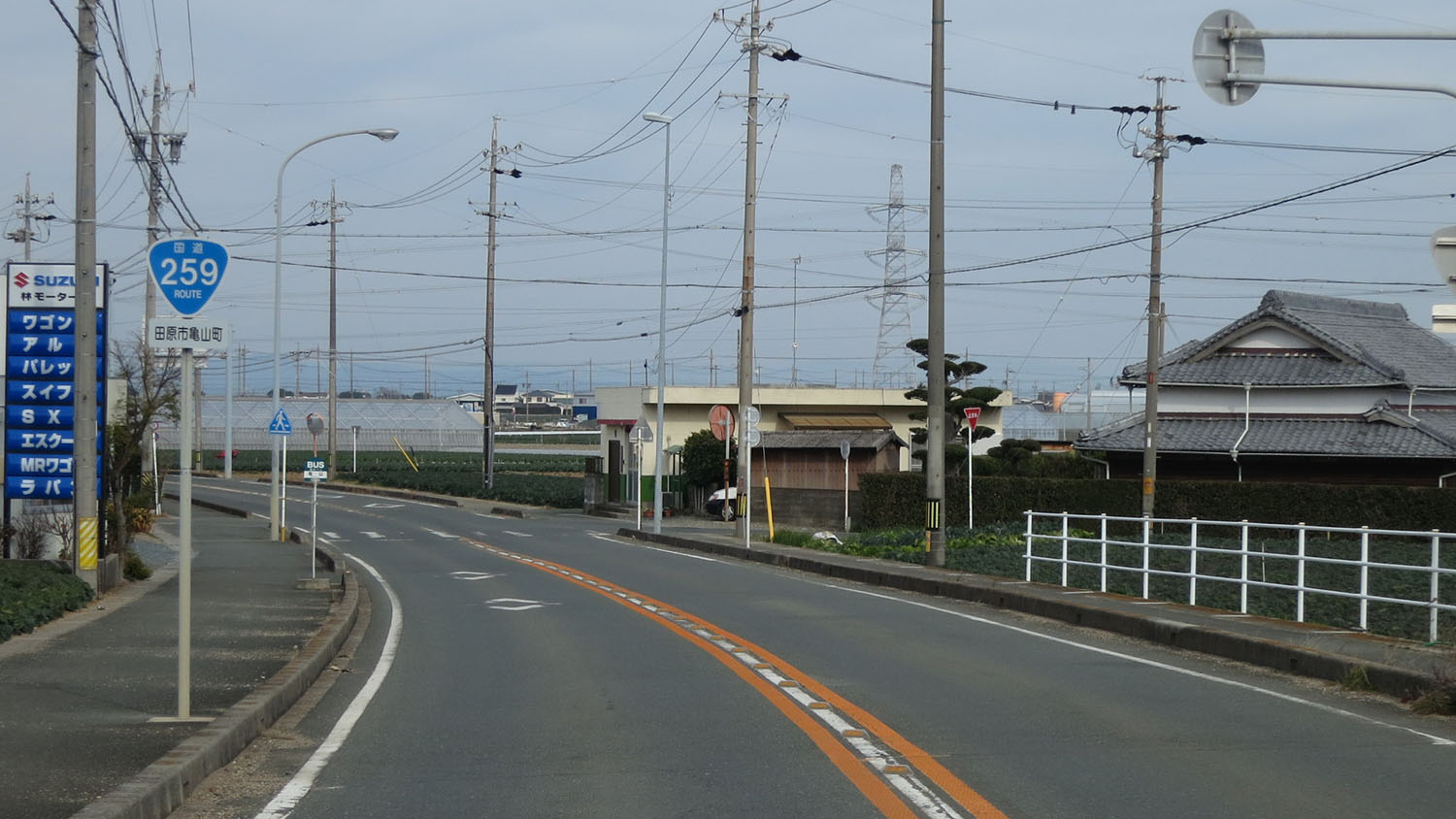
愛知県田原市亀山町
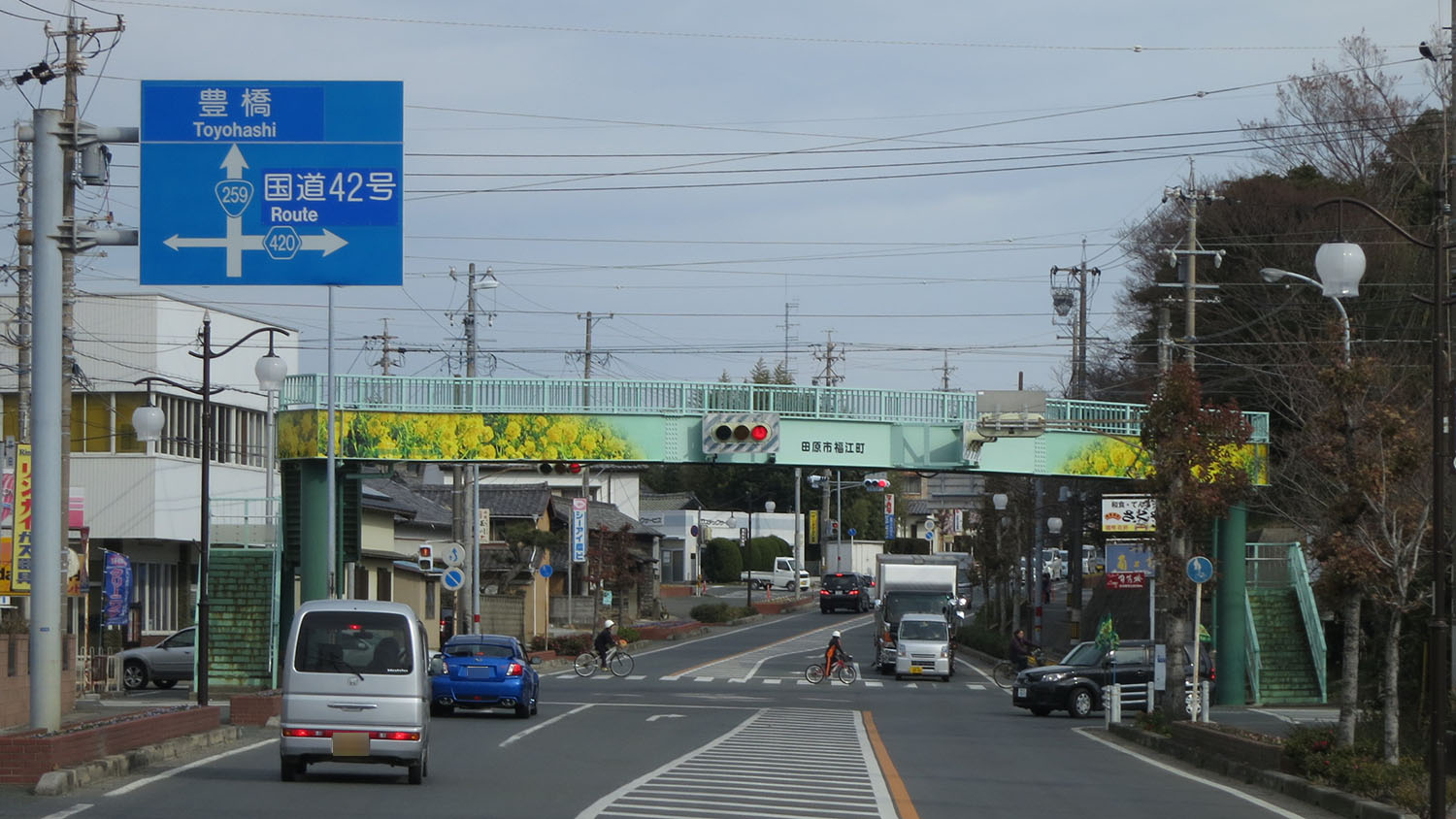
愛知県田原市福江町
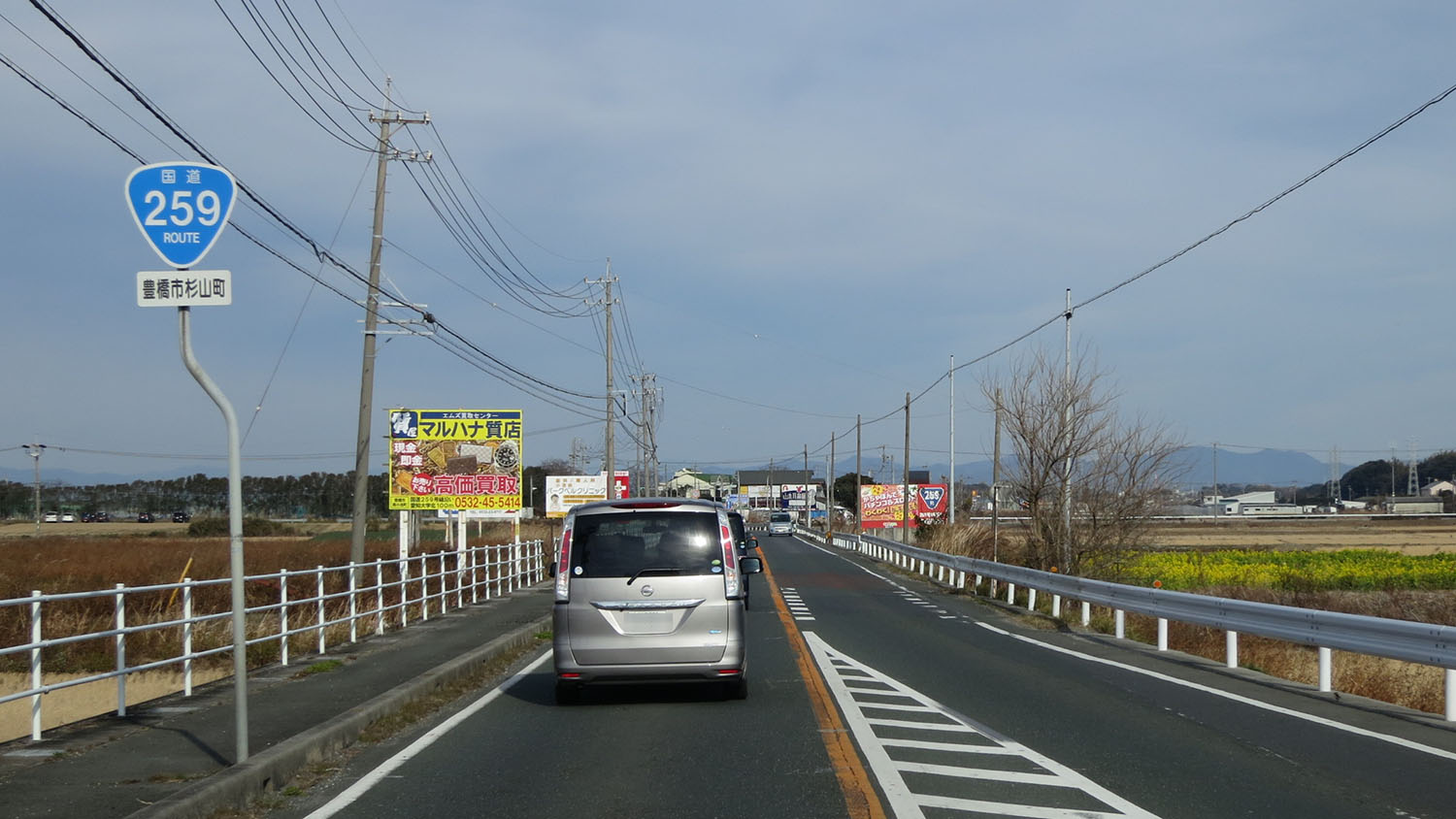
愛知県豊橋市杉山町
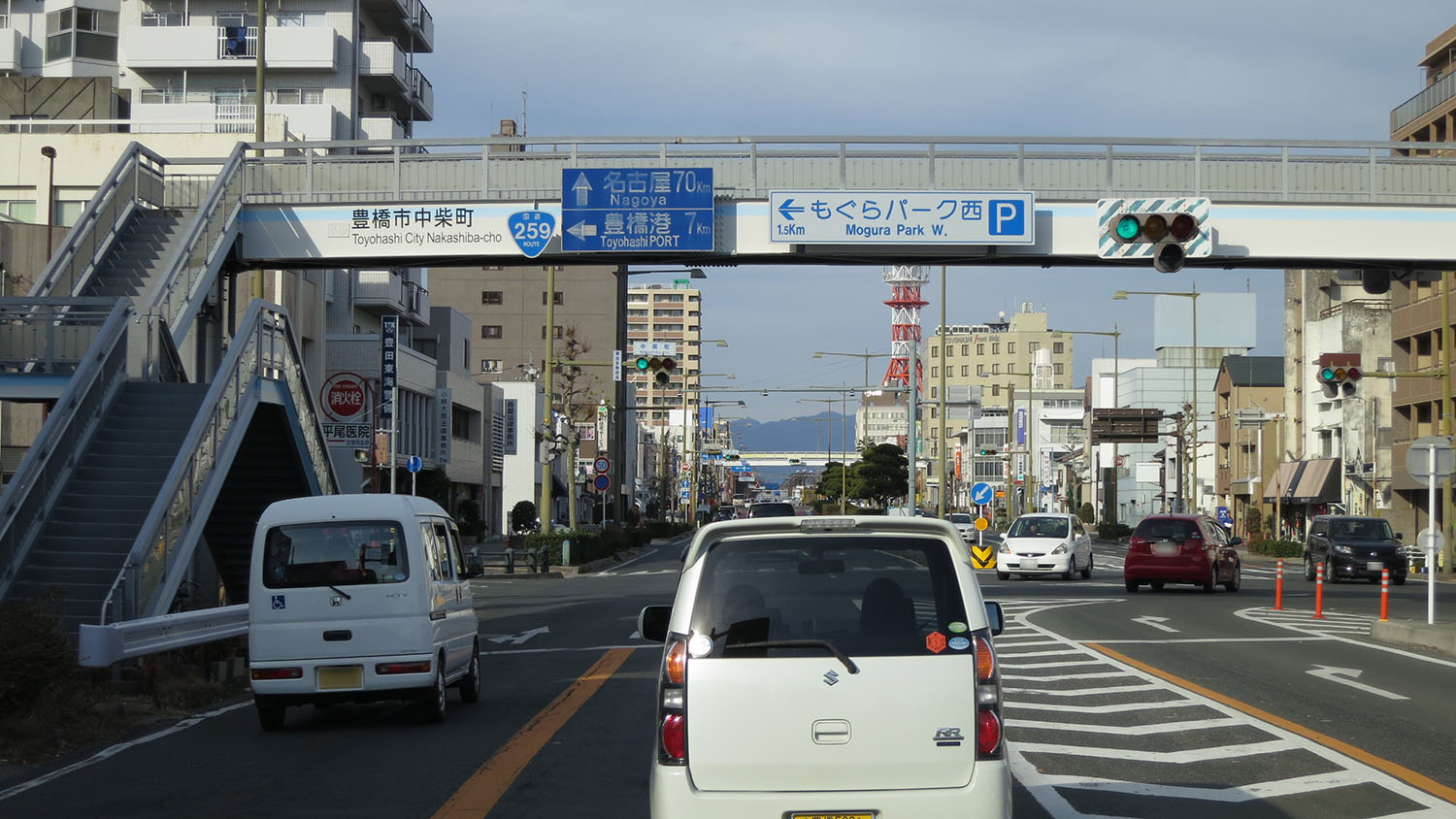
愛知県豊橋市中柴町